# Goombungee

s
Goombungee – miasto w Australii, w stanie Queensland.